# Hedera algeriensis
Hedera algeriensis là một loài thực vật có hoa trong Họ Cuồng cuồng. Loài này được Hibberd mô tả khoa học đầu tiên năm 1864.